# 新乐文化
新乐文化是位于今天中国辽宁省遼河河谷地区的一个新石器时代文化，大约出現在距今7200年前至距今4000年前期间。新乐文化的代表是太阳鸟崇拜，据称太阳鸟是凤凰的雏形。
新乐遗址于1973年6月被首次发现，面积17.8万m2。遗址内分为展览区、仿古建筑和遗址。